# Paradis (métro léger de Charleroi)
 (août 2022).
Si vous disposez d'ouvrages ou d'articles de référence ou si vous connaissez des sites web de qualité traitant du thème abordé ici, merci de compléter l'article en donnant les références utiles à sa vérifiabilité et en les liant à la section « Notes et références ».
Pour les articles homonymes, voir Paradis (homonymie).
La station Paradis est une station en service du métro léger de Charleroi, située sur l'antenne vers Fontaine-l'Évêque et Anderlues. Elle dessert l'est de la ville de Fontaine et la partie nord du village de Leernes. Cette zone est essentiellement résidentielle. On y trouve cependant un grand magasin de bricolage.

## Caractéristiques
La station est décorée de manière similaire aux stations de Leernes et Morgnies. La couleur dominante est le rouge.